# 五所川原広域農道

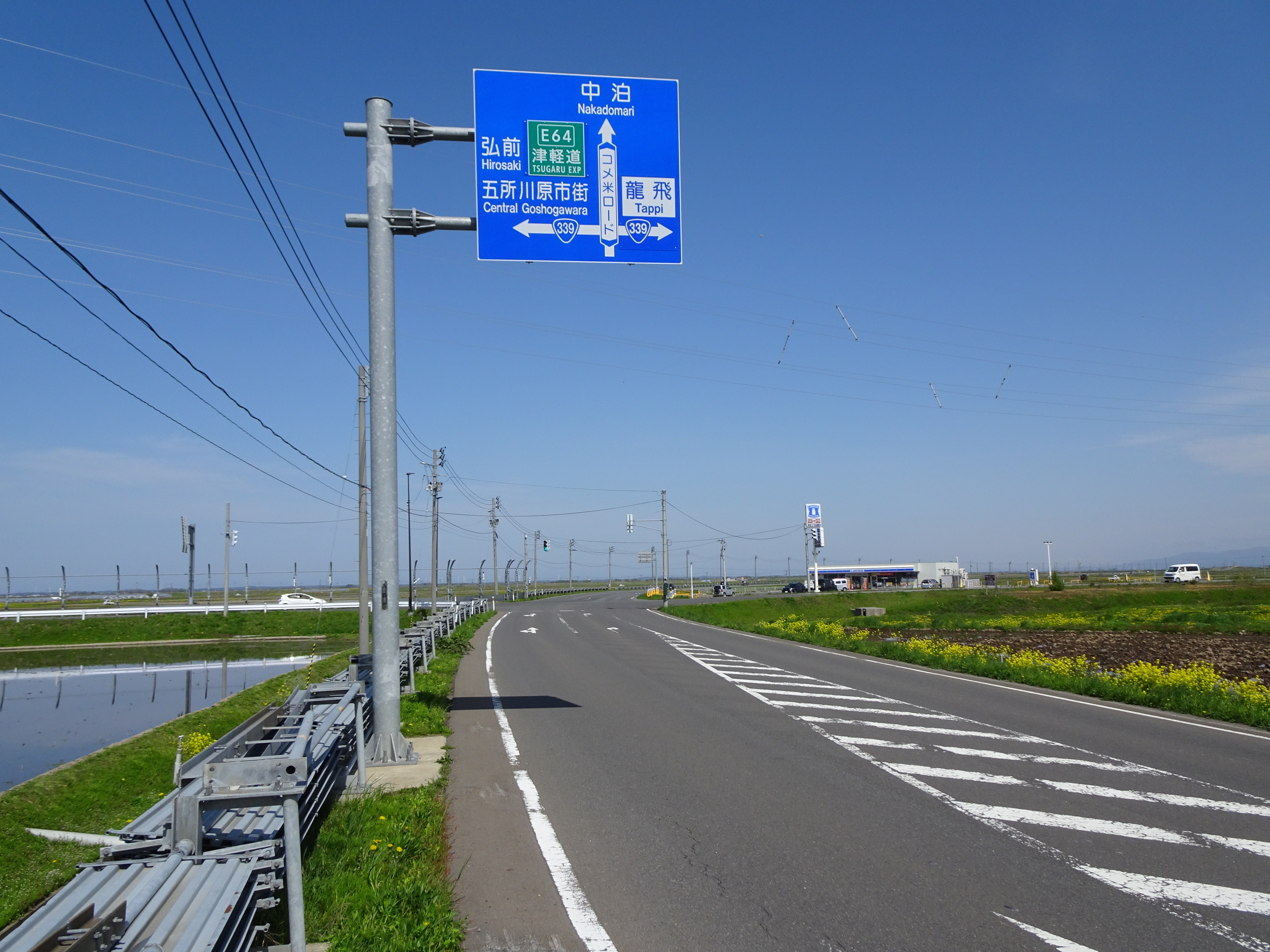
五所川原市桜田鴻ノ巣付近
道路標識は「コメ米ロード」表記

五所川原広域農道（ごしょがわらこういきのうどう）は、青森県南津軽郡藤崎町から北津軽郡板柳町、五所川原市を経て、北津軽郡中泊町に至る広域農道である。通称：こめ米ロード（こめまいロード）、米マイロード。なお、中泊町内の延長8,979 mは、通称は同じ「こめ米ロード」だが、正式には「中里広域農道」である。

## 概要
県営五所川原地区広域営農団地農道整備事業で整備された農道（広域農道）で、1974年（昭和49年）着工、1993年（平成5年）9月10日開通、1996年度（平成8年度）に竣工した。通称の「こめ米（まい）ロード」は「農村地域の夢と希望をこめた農道、稲作（米）地帯を貫く農道、農村地域に密着したわたし（マイ）の農道という3つの意味合い」から名付けられている。総延長は27.264 km。こめ米ロード全体では約37 km。
並行する国道339号に比べて直線区間が長く信号が少ないため、国道339号のバイパスの役目を果たしている。なお、藤崎町から板柳町の区間は青森県道196号五林平藤崎線（一部区間は青森県道38号五所川原黒石線とも）、五所川原市内の一部区間は青森県道156号福山五所川原線と重複する。

### 路線データ
- 起点：青森県南津軽郡藤崎町
- 終点：青森県北津軽郡中泊町（旧中里町）
- 総延長：27.264 km[1]
- 全幅員：8.5 m（有効幅員：6.0 m）[1]
- 車線数：2車線
- 着工：1974年（昭和49年）[4]
- 開通：1993年（平成5年）9月10日[1]
- 竣工：1996年度（平成8年度）[3]（防雪柵設置のため）
- 事業費：約70億7000万円[1]

## 地理

### 交差する道路
- 国道7号（藤崎町）
- 青森県道196号五林平藤崎線
- 青森県道38号五所川原黒石線
- 青森県道35号五所川原岩木線（板柳町）
- 国道101号（五所川原市福山）
- 津軽自動車道五所川原東IC（間接接続）
- 青森県道156号福山五所川原線
- 津軽自動車道五所川原IC（間接接続）
- 青森県道26号青森五所川原線
- 国道339号（五所川原市毘沙門）
- 国道339号五所川原北バイパス
- 青森県道2号屏風山内真部線（五所川原市金木）
- 青森県道2号屏風山内真部線（バイパス）
- 青森県道183号富野大沢内停車場線
- 青森県道197号神原中里線
- 青森県道43号五所川原車力線（津軽令和大橋）
- 青森県道189号富萢薄市線
- 国道339号（中泊町今泉）

### 沿線にある主な施設
- 板柳町立板柳東小学校
- ごしょつがる農業協同組合本店
- 五所川原市立松島小学校
- スーパーストア 金木タウンセンター店
- 青森県立中里高等学校（2022年3月31日閉校）